# リンカーン・センター映画協会
リンカーン・センター映画協会（リンカーン・センターえいがきょうかい、Film Society of Lincoln Center）は、アメリカ合衆国の映画組織。略称はFSLC。1969年に設立。
ニューヨーク映画祭を主催。雑誌『Film Comment』を発行している。1972年よりChaplin Award Galaを開催しており、これまでにアルフレッド・ヒッチコック、フェデリコ・フェリーニ、ロバート・アルトマン、カトリーヌ・ドヌーヴらが受賞している。

## 歴史
2012年、会長リチャード・ペーニャの退職が発表される。2013年、ハロルド・ピンター特集上映を開催する。

## Chaplin Award Gala
| - チャールズ・チャップリン（1972年） - フレッド・アステア（1973年） - アルフレッド・ヒッチコック（1974年） - ジョアン・ウッドワード（1975年） - ポール・ニューマン（1975年） - ジョージ・キューカー（1978年） - ボブ・ホープ（1979年） - ジョン・ヒューストン（1980年） - バーバラ・スタンウィック（1981年） - ビリー・ワイルダー（1982年） - ローレンス・オリヴィエ（1983年） - クローデット・コルベール（1984年） - フェデリコ・フェリーニ（1985年） - エリザベス・テイラー（1986年） - アレック・ギネス（1987年） - イヴ・モンタン（1988年） - ベティ・デイヴィス（1989年） - ジェームズ・ステュアート（1990年） - オードリー・ヘプバーン（1991年） - グレゴリー・ペック（1992年） - ジャック・レモン（1993年） | - ロバート・アルトマン（1994年） - シャーリー・マクレーン（1995年） - クリント・イーストウッド（1996年） - ショーン・コネリー（1997年） - マーティン・スコセッシ（1998年） - マイク・ニコルズ（1999年） - アル・パチーノ（2000年） - ジェーン・フォンダ（2001年） - フランシス・フォード・コッポラ（2002年） - スーザン・サランドン（2003年） - マイケル・ケイン（2004年） - ダスティン・ホフマン（2005年） - ジェシカ・ラング（2006年） - ダイアン・キートン（2007年） - メリル・ストリープ（2008年） - トム・ハンクス（2009年） - マイケル・ダグラス（2010年） - シドニー・ポワチエ（2011年） - カトリーヌ・ドヌーヴ（2012年） - バーバラ・ストライサンド（2013年） - ロブ・ライナー（2014年） |